# Steuerschuldverhältnis
Steuerschuldverhältnis ist ein Begriff aus dem Steuerschuldrecht. Es bezeichnet ein Steuerpflichtverhältnis, das allein vermögensrechtliche Ansprüche (Geldleistungspflichten) beinhaltet und bei dem sich Steuergläubiger und Steuerschuldner gegenüberstehen.
Daneben werden dem Steuerpflichtigen durch das Steuerpflichtverhältnis auch Leistungsverpflichtungen nichtvermögensrechtlicher Art auferlegt, wie Mitwirkungs-, Anzeige- oder Buchführungspflichten.

## Rechtslage in Deutschland
Das Steuerschuldverhältnis ist in §§ 37 ff. Abgabenordnung (AO) geregelt.
Ansprüche aus dem Steuerschuldverhältnis sind der Steueranspruch, der Steuervergütungsanspruch, der Haftungsanspruch, der Anspruch auf eine steuerliche Nebenleistung, der Erstattungsanspruch, wenn eine Steuer, eine Steuervergütung, ein Haftungsbetrag oder eine steuerliche Nebenleistung ohne rechtlichen Grund gezahlt oder zurückgezahlt worden ist sowie die in Einzelsteuergesetzen geregelten Steuererstattungsansprüche (§ 37 Abs. 1 AO).
Die Ansprüche aus dem Steuerschuldverhältnis entstehen, sobald der Tatbestand verwirklicht ist, an den das Gesetz die Leistungspflicht knüpft (§ 38 AO). Die Fälligkeit richtet sich nach den Vorschriften der Steuergesetze. Fehlt es an einer besonderen gesetzlichen Regelung über die Fälligkeit, so wird der Anspruch mit seiner Entstehung fällig (§ 220 AO). Sie erlöschen insbesondere durch Zahlung (§ 224, § 224a, § 225 AO), Aufrechnung (§ 226 AO), Erlass (§ 163, § 227 AO) und Verjährung (§§ 169 bis 171, §§ 228 bis 232 AO), ferner durch Eintritt der Bedingung bei auflösend bedingten Ansprüchen (§ 47 AO).
Bei Gesamtrechtsnachfolge gehen die Forderungen und Schulden aus dem Steuerschuldverhältnis auf den Rechtsnachfolger über, beispielsweise den oder die Erben (§ 45, § 166 AO). Ansprüche auf Erstattung von Steuern, Haftungsbeträgen, steuerlichen Nebenleistungen und auf Steuervergütungen können abgetreten, verpfändet und gepfändet werden (§ 46 AO). Die Abtretung und Verpfändung richtet sich nach den bürgerlich-rechtlichen Vorschriften (§ 398, § 1204 Abs. 2 BGB), die Pfändung nach den Vorschriften der Zivilprozessordnung (§§ 828 ff. ZPO).
Die Ansprüche aus Strafen und Geldbußen gehören nicht zu den Ansprüchen aus dem Steuerschuldverhältnis.

### Steueranspruch
Der bedeutendste Anspruch ist der Steueranspruch. Er ist auf Zahlung einer eigenen Steuerschuld gerichtet. Wer Steuerschuldner und wer Gläubiger einer Steuervergütung ist, richtet sich nach den einzelnen Steuergesetzen (§ 43 AO). Ein Beispiel ist § 36 Abs. 4 Satz 1 EStG für die Zahlung der Einkommensteuer.

### Steuervergütungsanspruch
Beim Steuervergütungsanspruch ist der Steuerpflichtige der Vergütungsgläubiger, Vergütungsschuldner ist der Staat. Auch hier richtet sich die Anspruchsentstehung nach dem jeweiligen Steuergesetz. Praktisch wichtig ist der Vorsteuervergütungsanspruch.
Das Kindergeld, die Investitionszulage und die Eigenheimzulage gehören dagegen systematisch zu den Steuervergünstigungen. Die sinngemäße Anwendung der einschlägigen Regelungen ist bei der Arbeitnehmer-Sparzulage und bei der Wohnungsbauprämie vorgesehen.

### Haftungsanspruch
§§ 69 ff. AO bestimmen das Einstehenmüssen für die Steuerschuld eines Dritten, soweit Ansprüche aus dem Steuerschuldverhältnis infolge vorsätzlicher oder grob fahrlässiger Verletzung gesetzlich auferlegter Pflichten nicht oder nicht rechtzeitig festgesetzt oder erfüllt oder soweit infolgedessen Steuervergütungen oder Steuererstattungen ohne rechtlichen Grund gezahlt werden. Ein Beispiel ist die Haftung des Arbeitgebers für die Lohnsteuer in § 42d EStG.

### Steuerliche Nebenleistungen
Die steuerlichen Nebenleistungen sind in § 3 Abs. 4 AO legaldefiniert. Bei Zinsen und Säumniszuschlägen kommt es nicht darauf an, ob der Anspruch bereits festgesetzt ist. Dahingegen entstehen Verspätungszuschläge und Zwangsgelder erst mit Festsetzung.

### Erstattungsansprüche
Die Erstattungsansprüche dienen der Rückabwicklung rechtsgrundloser Zahlungen. Sie sind in § 37 Abs. 2 AO und den Einzelsteuergesetzen geregelt. Zu den Erstattungsansprüchen gem. § 37 Abs. 2 AO zählt auch der Anspruch wegen irrtümlicher Doppelzahlung. Die zwei wichtigsten außerhalb der AO geregelten Ansprüche sind die Erstattung zu viel gezahlter Einkommensteuer aus § 36 Abs. 4 Satz 2 Einkommensteuergesetz (EStG) und zu viel gezahlter Körperschaftsteuer aus § 31 Abs. 1 Satz 1 Körperschaftsteuergesetz (KStG) in Verbindung mit § 36 Abs. 4 EStG.

## Rechtslage in Österreich
Im österreichischen Steuerrecht nennt man die Steuerschuld auch Abgabenschuld. Die Entstehung der Abgabenschuld ist wie im deutschen Steuerrecht an die Verwirklichung des steuergesetzlichen Tatbestands geknüpft. Das österreichische Steuerrecht kennt folgende Ansprüche aus dem Steuerschuldverhältnis:
- Abgabenschuld (§ 1 Bundesabgabenordnung (BAO))
- Beihilfen aller Art (§ 2 lit. a BAO)
- Erstattungen, Vergütungen und Abgeltungen von Abgaben und Beiträgen (§ 2 lit. b BAO)
- Nebenansprüche (§ 3 Abs. 2 BAO), insbesondere Verspätungszuschläge, Zinsen, Verfahrenskosten und Säumniszuschläge

Anders als im deutschen Steuerrecht ist die Aufzählung im Gesetz nicht abschließend.